# Humphrey Llwyd
Humphrey Llwyd (1527 – 31. srpna 1568) byl velšský kartograf, historik a politik. Narodil se v rodinném sídle Foxhall v severovelšské obci Denbigh. Studoval v Oxfordu. Je například autorem knihy Cronica Walliae, ve které se zabývá velšskou historií. Kniha je napsaná v angličtině a jde o adaptaci velšskojazyčné knihy Brut y Tywysogion. Dále je například autorem jedné z prvních map Walesu. V roce 1566 začal cestovat po Evropě, navštívil například Brusel, Milán či Benátky. V roce 1567 se vrátil do své rodné obce. Tvořil převážně v anglickém jazyce, dochovala se však dvě díla psaná ve velštině.